# Провулок Йова Борецького
Прову́лок Йо́ва Боре́цького — провулок у Печерському районі міста Києва, місцевість Звіринець. Пролягає від вулиці Добровольчих батальйонів до кінця забудови.

## Історія
Виник у середині XX століття під назвою 665-й Новий провулок. З 1955 року — провулок Панфіловців, на честь радянських вояків, що брали участь в обороні Москви в 1941 році.
У 1965 році від провулку було відокремлено провулок Михайла Реута (нині — провулок Памви Беринди).
Сучасна назва на честь українського церковного, політичного і освітнього діяча Йова Борецького — з 2018 року.